# (3885) Bogorodskij
(3885) Bogorodskij es un asteroide perteneciente al cinturón de asteroides, descubierto el 25 de abril de 1979 por Nikolái Stepánovich Chernyj desde el Observatorio Astrofísico de Crimea (República de Crimea).

## Designación y nombre
Designado provisionalmente como 1979 HG5. Fue nombrado Bogorodskij en honor al astrofísico soviético Alexander Fjodoroviĉ Bogorodskij.